# 高根公団駅

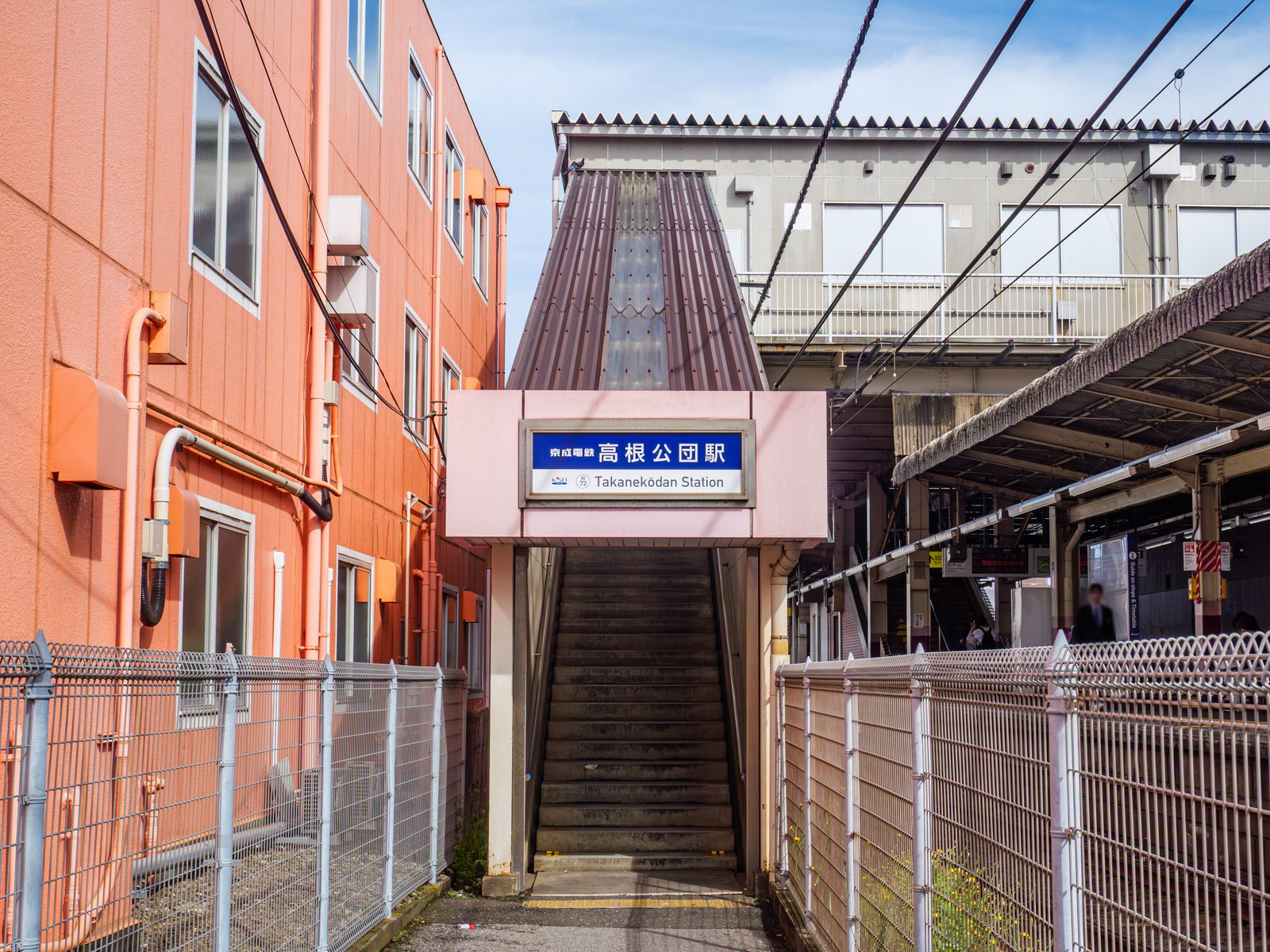
南口（2025年5月）

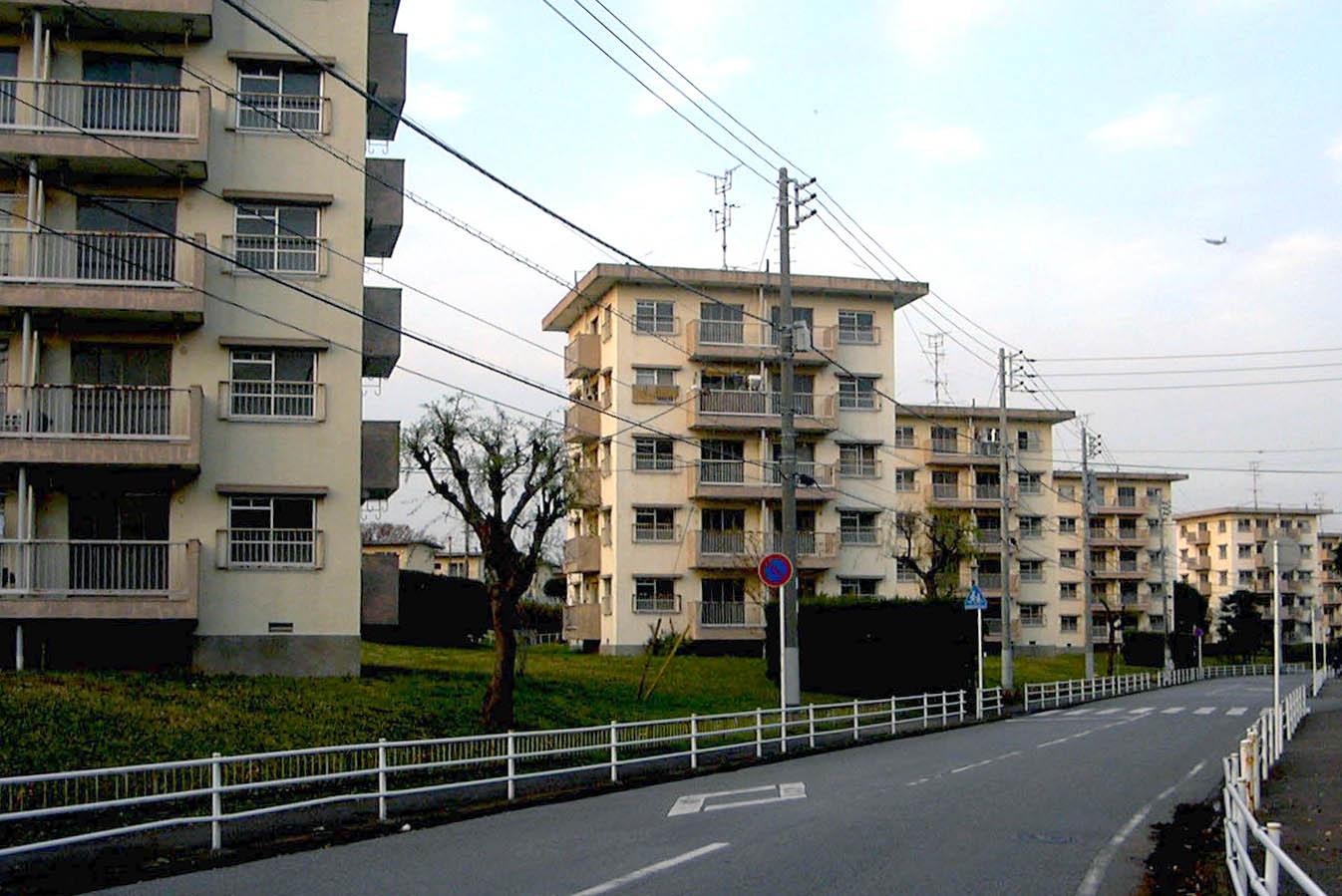
高根台団地のポイントハウス群

高根公団駅（たかねこうだんえき）は、千葉県船橋市高根台にある、京成電鉄松戸線の駅である。駅番号はKS72。
2025年現在、日本国内に2つしかない「公団」と付く駅名の一つである（もう一つは福岡県の「徳力公団前駅」）。

## 歴史
日本住宅公団（現・都市再生機構）により造成された高根台団地へのアクセス駅として開業した。
- 1961年（昭和36年）8月1日：新京成電鉄新京成線の駅として開業[1]。
- 2014年（平成26年）2月：駅番号「SL17」を設定[2]。
- 2025年（令和7年）4月1日：新京成電鉄が京成電鉄への吸収合併に伴い、京成電鉄松戸線の駅となる。同時に駅番号をSL17からKS72に変更[3]。

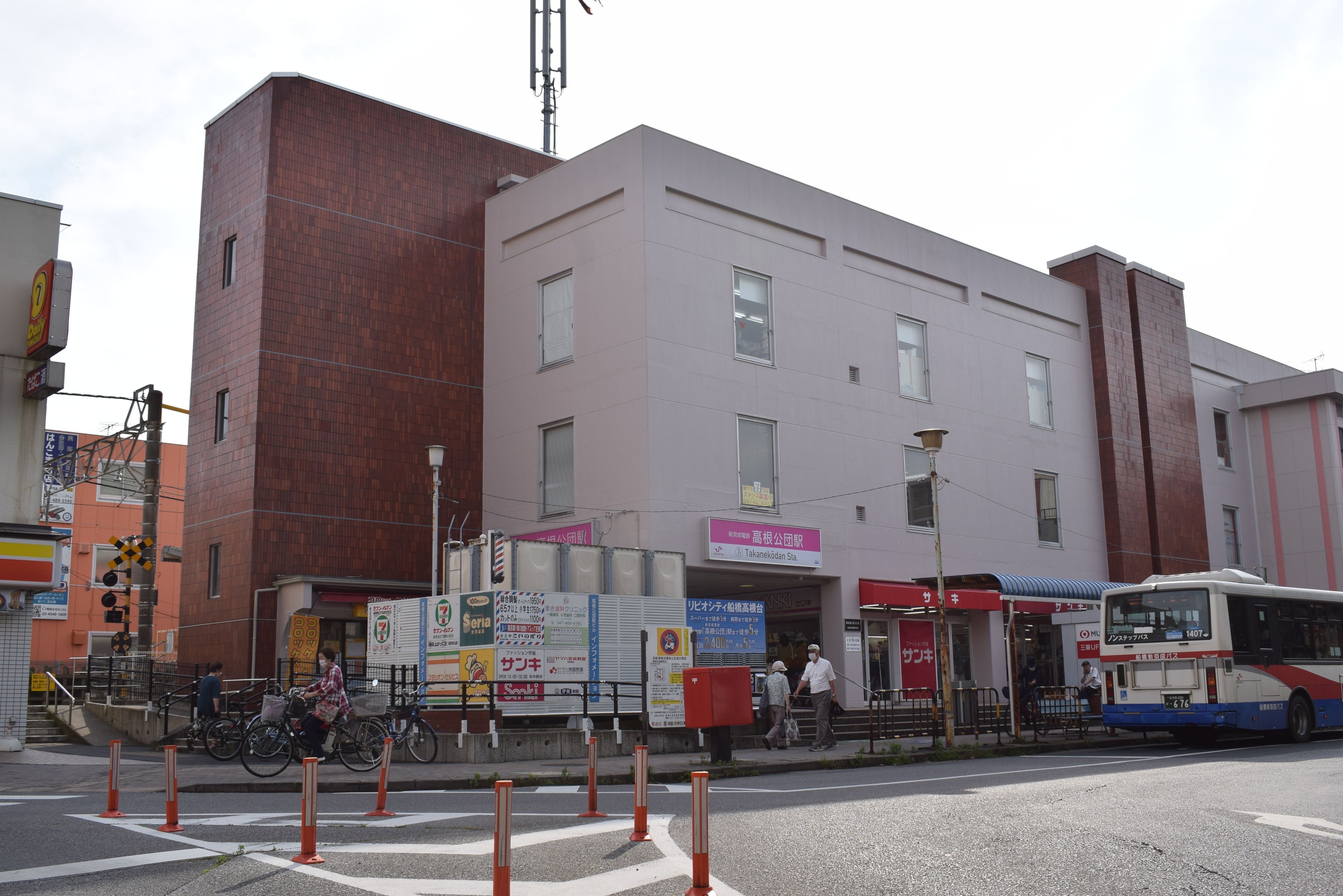
新京成電鉄時代の北口（2020年6月）
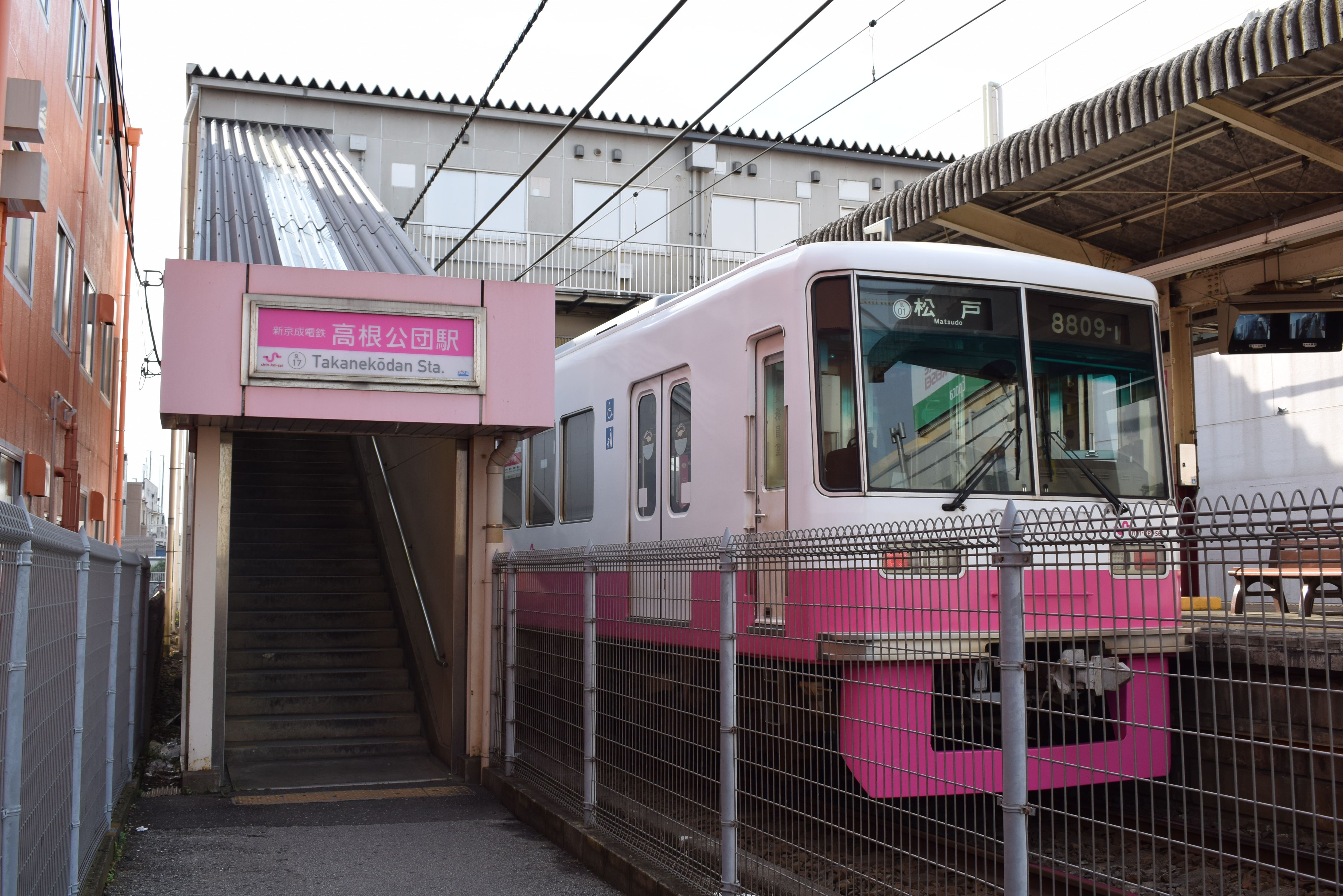
新京成電鉄時代の南口（2020年6月）

## 駅構造
島式ホーム1面2線の地上駅で、橋上駅舎を有する。

### のりば
| 番線 | 路線   | 方向 | 行先                     |
| ---- | ------ | ---- | ------------------------ |
| 1    | 松戸線 | 下り | 北習志野・京成津田沼方面 |
| 2    | 松戸線 | 上り | 八柱・松戸方面           |

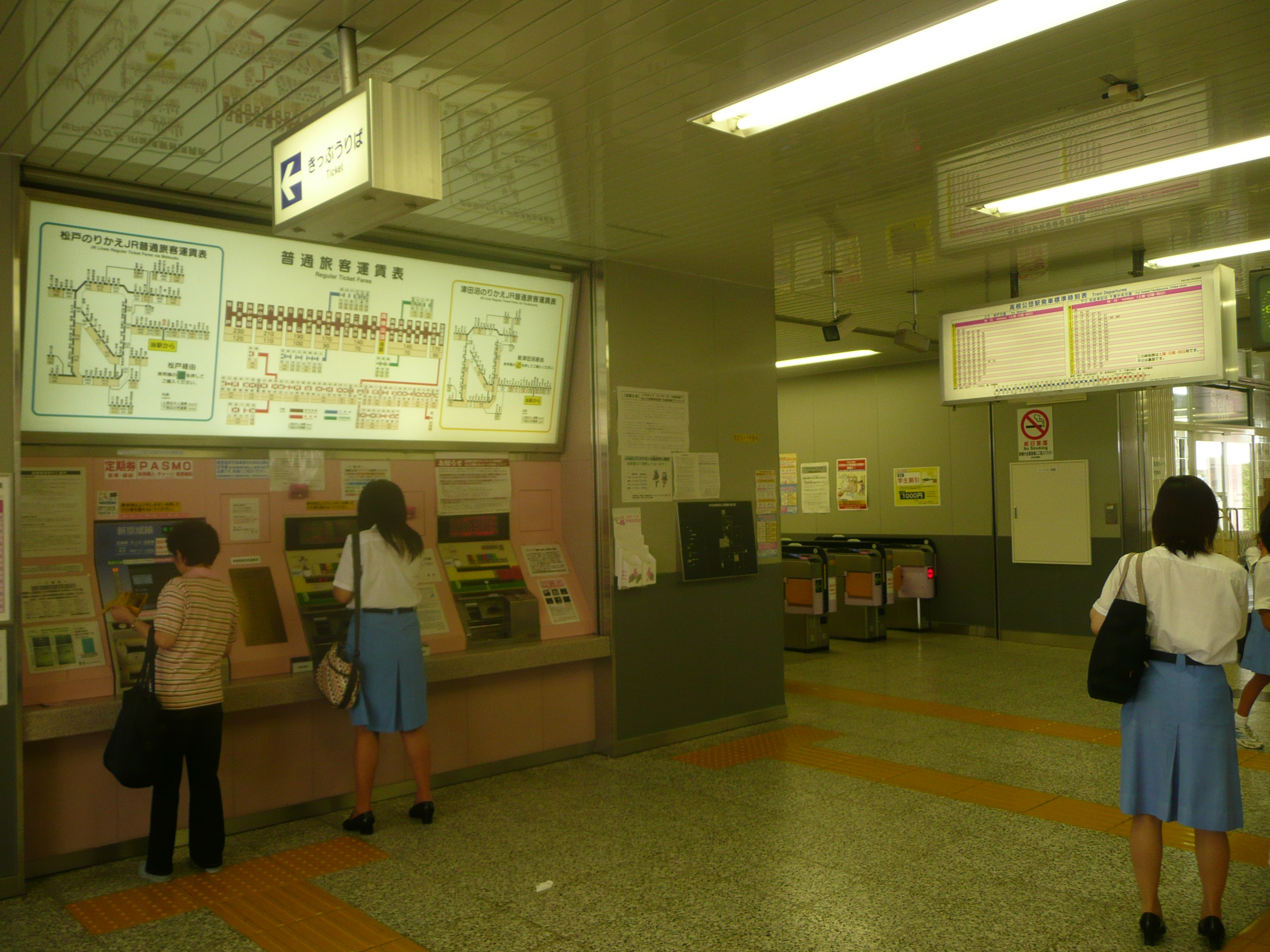
改札口（2008年9月）
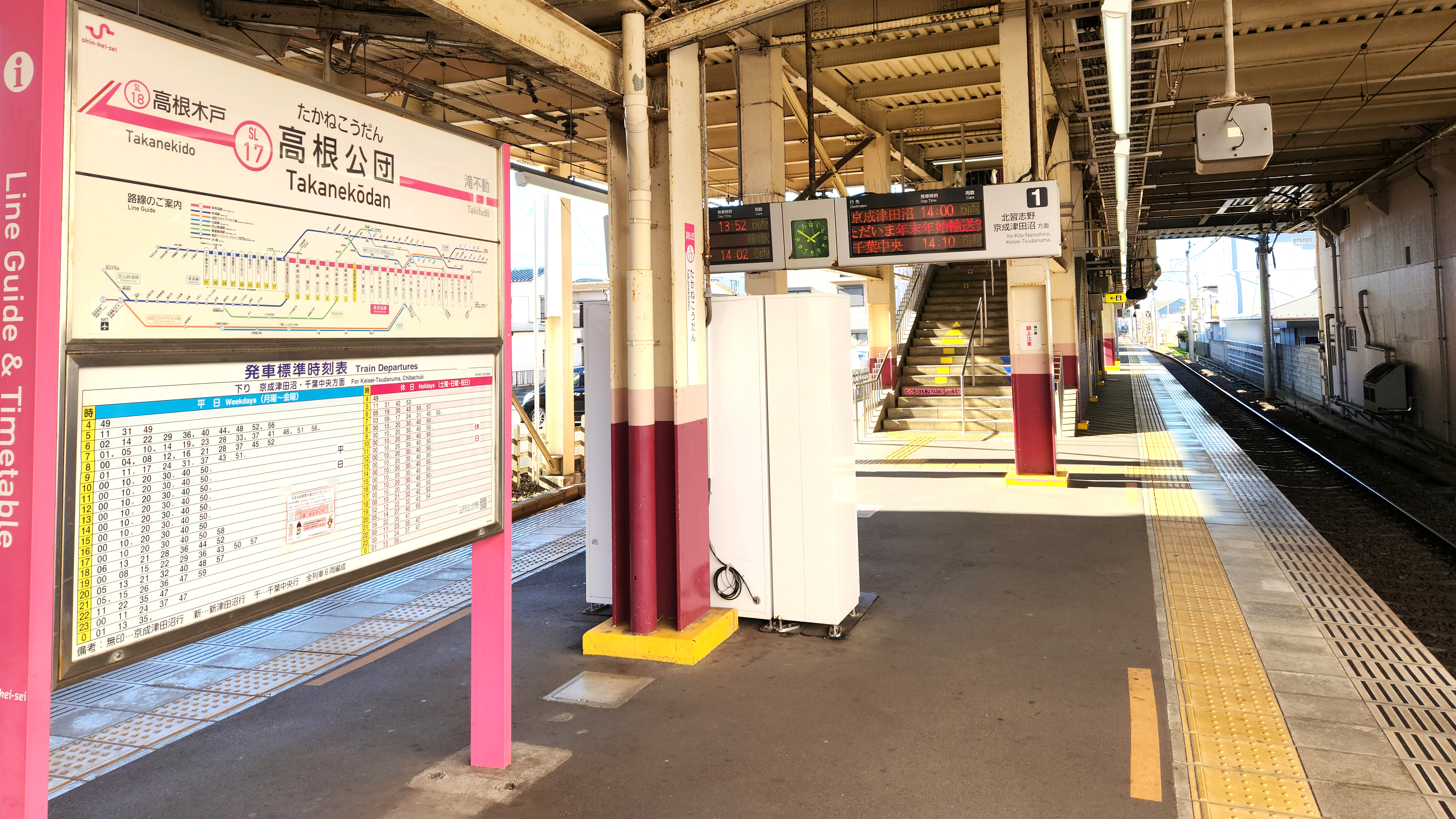
駅ホーム（2023年1月）
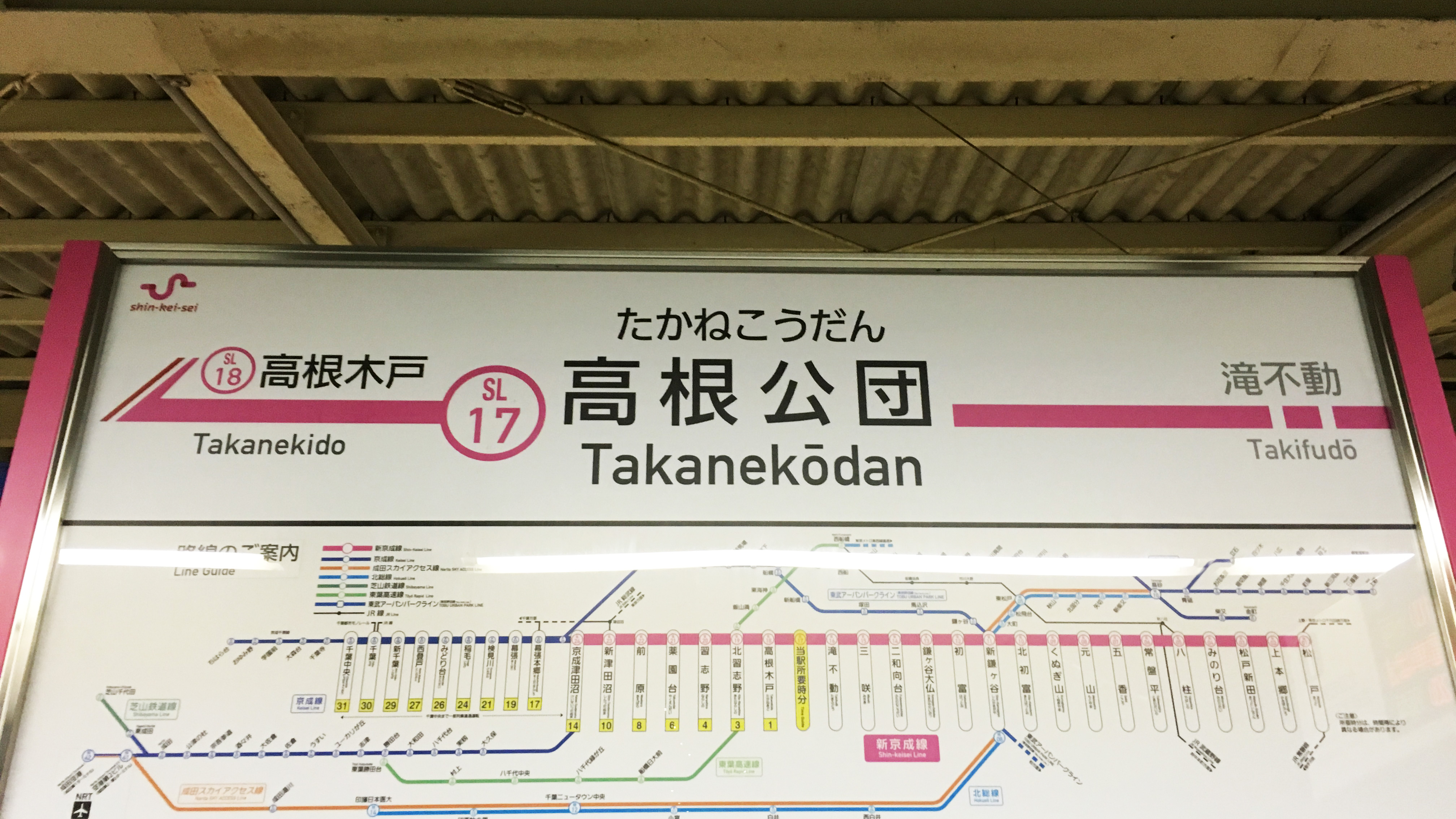
駅名標（2023年1月）

## 利用状況
2024年度の1日平均乗降人員は14,886人である。
近年の一日平均乗降・乗車人員推移は下表の通り。
| 年度               | 一日平均 乗降人員 | 一日平均 乗車人員 |
| ------------------ | ----------------- | ----------------- |
| 2007年（平成19年） |                   | 7,416             |
| 2008年（平成20年） |                   | 7,421             |
| 2009年（平成21年） |                   | 7,299             |
| 2010年（平成22年） |                   | 7,165             |
| 2011年（平成23年） |                   | 7,015             |
| 2012年（平成24年） |                   | 7,112             |
| 2013年（平成25年） |                   | 7,347             |
| 2014年（平成26年） |                   | 7,572             |
| 2015年（平成27年） |                   | 7,715             |
| 2016年（平成28年） |                   | 7,774             |
| 2017年（平成29年） |                   | 7,841             |
| 2018年（平成30年） |                   | 7,872             |
| 2019年（令和元年） |                   | 7,723             |
| 2020年（令和02年） | 12,086            | 6,077             |
| 2021年（令和03年） | 12,887            |                   |
| 2022年（令和04年） | 13,748            |                   |
| 2023年（令和05年） | 14,382            |                   |
| 2024年（令和06年） | 14,886            |                   |

## 駅周辺

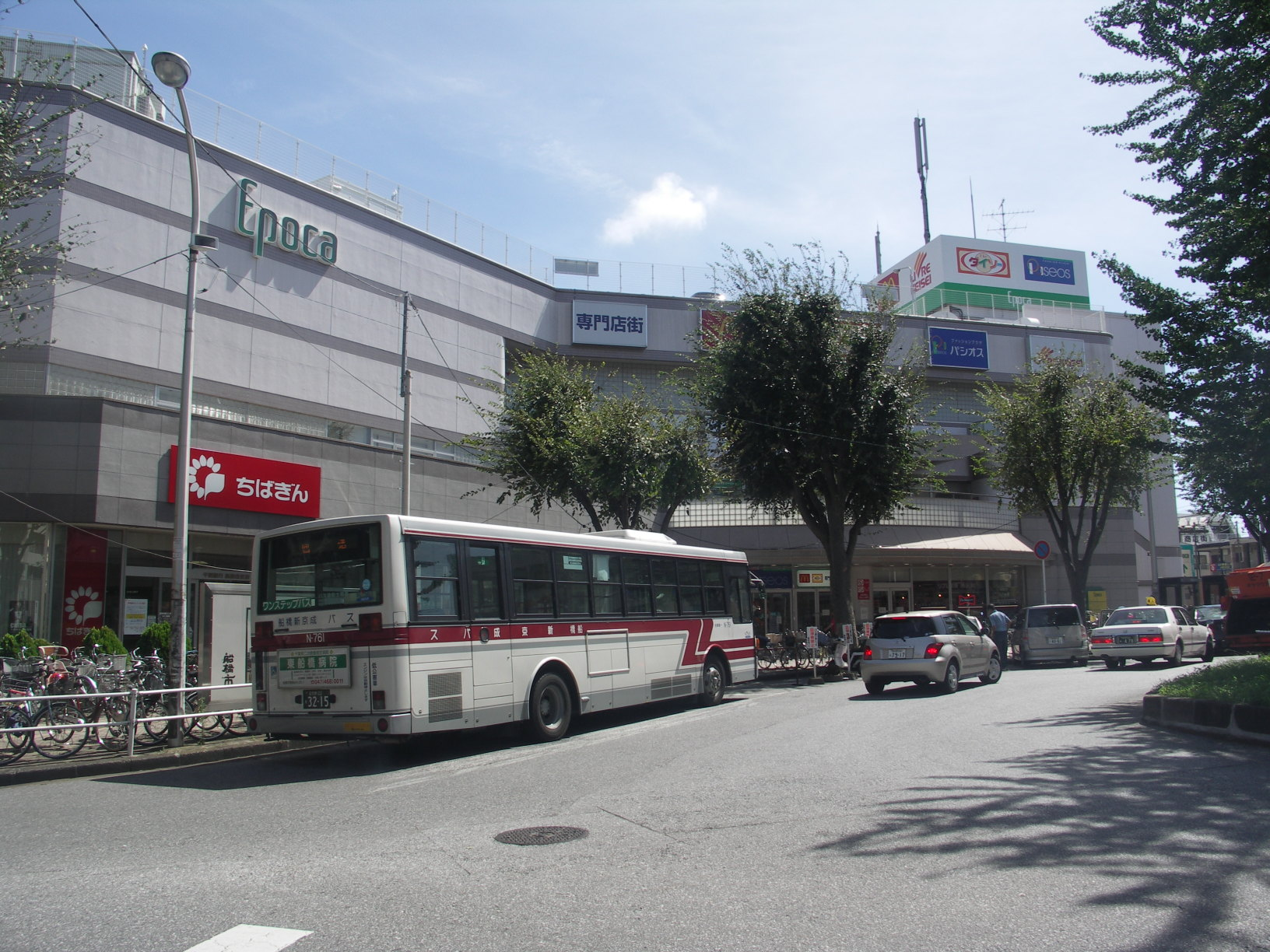
北口駅前のエポカ高根台

駅ビルがあるほか、駅北口を中心に都市再開発も進み、駅前にはショッピングセンターや商店街があり活気を見せている。
- 高根公団駅ビル
- 高根公団第2ビル - 高根公団駅ビルに隣接
- エポカ高根台 - リブレ京成 高根台店を核店舗とするショッピングセンター
- カスミフードスクエア 高根台店
- 高根台公民館
  - 船橋市役所 高根台出張所
- 船橋市立高根台第三小学校
- 船橋市立船橋特別支援学校 高根台校舎
  - 船橋市高根台子育て支援センター
- 千葉徳洲会病院
- 高根台病院
- 船橋高根台郵便局
- 高根公団南口郵便局
- 船橋さくらテニスクラブ
- 千葉銀行 高根台支店
- 高根台団地

### バス路線
駅前に設けられた交通広場にバス乗り場があり、京成バス千葉ウエストのさつき台、北習志野駅・古和釜十字路方面への路線がある。
| 乗場 | 系統 | 主要経由地               | 行先         | 運行事業者           |
| ---- | ---- | ------------------------ | ------------ | -------------------- |
| 1    | 高01 | 海老ヶ作                 | さつき台     | 京成バス千葉ウエスト |
| 2    | 習04 | 高根台病院前・東警察署前 | 北習志野駅   | 京成バス千葉ウエスト |
| 2    | 高02 | 公園前・刈米             | 古和釜十字路 | 京成バス千葉ウエスト |

## 隣の駅
京成電鉄
 松戸線
滝不動駅 (KS73) - 高根公団駅 (KS72) - 高根木戸駅 (KS71)